# Кукута Депортиво
«Ку́кута Депорти́во» (исп. Cúcuta Deportivo Fútbol Club S. A.) — колумбийский футбольный клуб, расположенный в городе Кукута. Клуб был образован в 1949 году и играет домашние матчи на стадионе Хенераль Сантандер, вмещающем 45 000 зрителей. В 2007 году, в дебютном для себя турнире, команда сумела дойти до полуфинала Кубка Либертадорес. По окончании сезона 2020 года клуб был исключён из числа участников чемпионата Колумбии из-за финансовых проблем и лишён профессионального статуса.

## История
В конце 1950-х и начале 1960-х годов команду тренировал Марино Варгас Вильяльта. Под его руководством клуб достиг второго места в чемпионате Колумбии 1964 года. Во второй половине 2006 года «Кукута Депортиво» впервые в своей истории сумела выиграть колумбийскую лигу, обыграв другого финалиста, «Депортес Толиму» с общим счётом 2:1. Некоторыми ключевыми игроками чемпионского состава были панамец Блас Перес, а также Роберто Бобадилья, Чарльс Кастро, Макнелли Торрес, Нельсон Флорес, Линкарло Хенри и Робинсон Сапата.
В розыгрыше Кубка Либертадорес 2007 года «Кукута» сумела дойти до полуфинала, где сошлась с аргентинским титаном — клубом «Бока Хуниорс». В последнем туре группового раунда «Кукута» в фантастическом по напряжению матче обыграла своих земляков в гостях — «Депортес Толиму» со счётом 4:3 и сумела занять 2-е место в группе. В 1/8 финала, «Кукута» разгромила мексиканскую «Толуку» 5:1 и ликвидировала отставание 0:2 после первого матча. В четвертьфинале колумбийцы сначала дома обыграли великий уругвайский клуб «Насьональ» 2:0, а в Монтевидео сыграли с ним вничью 2:2. 31 мая 2007 года «Кукута» обыграла «Боку Хуниорс» в первом, домашнем, матче со счётом 3:1 за счёт двух голов Бласа Переса и гола Рубена Дарио Бустоса. Однако, в ответном матче «Кукута» не смогла противостоять более титулованному сопернику и уступила со счётом 0:3.
В 2014—2018 годах выступала во Категории Примере B чемпионата Колумбии. По окончании сезона 2020 (прошедшего не по традиционной системе Апертура и Клаусура из-за пандемии COVID-19) «Кукута Депортиво» была исключена из числа участников чемпионата Колумбии из-за финансовых проблем. Клуб был лишён профессионального статуса, а его юридическое лицо перешло в стадию ликвидации. Дальнейшая судьба клуба пока не решена.
Всего «Кукута» сыграла в 66 сезонах в Первом колумбийском Дивизионе и 14 сезонов — во Втором.

## Достижения
- Чемпион Колумбии (1): 2006-II
- Вице-чемпион Колумбии (1): 1964
- Чемпион Второго дивизиона Колумбии (3): 1995/96, 2005, 2018
- Участник полуфинала Кубка Либертадорес (1): 2007